# Хари (река)
Ха́ри (индон. Batang Hari, другие названия Батангхари, Джамби) — самая длинная река острова Суматра в Индонезии (по разным оценкам от 600 до 800 км).

## Описание
Река берёт начало на высоте 1531 метр над уровнем моря на склоне горы Гунунг Расам (2585 м, хребет Барисан) в провинции Западная Суматра. Сначала течёт на юг, затем поворачивает на восток. Течёт преимущественно по заболоченной равнине. Протекает через несколько округов провинции Западная Суматра (Южный Солок, Дхармасрая) и Джамби (Бунго, Тебо, Батангхари, Муаро-Джамби, Восточный Танджунг-Джабунг), впадает в пролив Берхала, относящийся к бассейну Южно-Китайского моря. Наиболее крупные притоки Тебо, Табир, Мерангин, Тембеси и Эйса.
Бассейн реки Хари является вторым по величине речным бассейном Индонезии, и занимает площадь около 40 000 км² (по другим данным 49 000 км²). Примерно 76 % общей площади водосбора находится в провинции Джамби, остальные 24 % — в провинции Западная Суматра. Длина реки составляет 800 км (по другим данным 600 км).
Река судоходна для морских судов до города Джамби (155 км от устья). Крупнейший город и порт на берегах реке — Джамби (586 930 жителей). Транссуматранское шоссе (AH25) пересекает реку у города Джамби.
В бассейне реки имеются месторождения золота, которые и дали острову название Swarnadwipa, что в переводе с санскрита означает «Золотой остров».
В древности в устье реки располагался торговый порт и одноимённое царство Малайю. В 686 году оно было захвачено царством Шривиджая. В начале X века в 26 км ниже по течению от Джамби появился комплекс индо-буддийских святынь. Индийское влияние сказалось на названии реки (Хари — это одно из имён Вишну и Кришны в индуизме).
Деятельность предприятий горнодобывающей промышленности и вырубка лесов в бассейне реки влияют на речной сток, увеличивают эрозию почвы на берегах рек, а также увеличивают заиливание реки, особенно в нижнем течении. Все это привело к тому, что вода в реке быстро поднимается во время сезона дождей и, наоборот, быстро отступает во время сухого сезона. Средний расход воды составляет около 1500 м³/с.
Для охраны природы на реке были созданы национальные парки Керинчи-Себлат (на западе, площадь 1 375 000 га) и Бербак (болотистая зона на побережье, площадь 162 700 га).